# 2. Flieger-Division (1942–1945)
Die 2. Flieger-Division war ein Großverband der Luftwaffe der Wehrmacht im Zweiten Weltkrieg. Es bestand keine organisatorische Verbindung zur 2. Flieger-Division (1938–1939).

## Geschichte
Die 2. Flieger-Division wurde am 12. April 1942 in Brjansk aus der Dienststelle des Nahkampfführer II des Luftwaffenkommandos Ost gebildet. Sie blieb bis zum November 1942 im mittleren Abschnitt der Ostfront aktiv und verlegte dann zu Luftflotte 2 in den Mittelmeerraum, um dort über dem westlichen Mittelmeer zu intervenieren. Im Januar 1944 wechselte das Unterstellungsverhältnis zur Luftflotte 3 ohne das sich der geografische Einsatzraum veränderte. Nach der alliierten Landung in der Normandie am 6. Juni 1944, griffen die Torpedobomber des Korps, von ihren südfranzösischen Basen aus in die Kämpfe ein. Dazu flogen sie nachts oder bei schlechter Sicht, mit einer Zwischenlandung in Mittelfrankreich zum Ärmelkanal um alliierte Schiffe anzugreifen. Aufgrund fehlender Luftaufklärung konnten jedoch keine Schiffe versenkt werden. Von Juli bis September 1944 ging sie dann wieder zurück zur Luftflotte 2 nach Italien und wurde anschließend in die Dienststelle des Kommandierenden General der Deutschen Luftwaffe in Italien umgewandelt.

## Personen

### Divisionskommandeur
| Dienstgrad      | Name            | Datum                                   |
| --------------- | --------------- | --------------------------------------- |
| Generalleutnant | Stefan Fröhlich | 12. April 1943 bis 1. November 1943     |
| Generalleutnant | Johannes Fink   | 1. November 1943 bis 10. Februar 1944   |
| Generalmajor    | Hans Korte      | 22. Februar 1944 bis 10. September 1944 |

### Erster Generalstabsoffizier
| Dienstgrad | Name             | Datum                                    |
| ---------- | ---------------- | ---------------------------------------- |
| Major      | Vincentius Wolff | 1. Juni 1942 bis 21. Dezember 1943       |
| Major      | Wilhelm Ahlert   | 22. Dezember 1943 bis 10. September 1944 |

## Unterstellung
| Unterstellung          | von           | bis            |
| ---------------------- | ------------- | -------------- |
| Luftwaffenkommando Ost | April 1942    | November 1942  |
| Luftflotte 2           | November 1942 | Januar 1944    |
| Luftflotte 3           | Januar 1944   | Juli 1944      |
| Luftflotte 2           | Juli 1944     | September 1944 |

## Unterstellte Verbände
| Verbände am 6. Juni 1944             | Flugzeuge | Flugzeuge | Flugzeugtypen     | Liegeplatz         | Lage               |
| Verbände am 6. Juni 1944             | Soll      | Ist       | Flugzeugtypen     | Liegeplatz         | Lage               |
| Stab/Kampfgeschwader 26              | 1         | 0         | Junkers Ju 88A-17 | Montpellier        | 43.576194 3.963014 |
| II./Kampfgeschwader 26               | 37        | 41        | Junkers Ju 88A-17 | Valence            | 44.916111 4.968333 |
| III./Kampfgeschwader 26              | 37        | 35        | Junkers Ju 88A-17 | Montpellier        | 43.576194 3.963014 |
| Stab/Kampfgeschwader 77              | 1         | 1         | Junkers Ju 88A-17 | Orange-Caritat     | 44.141667 4.8625   |
| I./Kampfgeschwader 77                | 37        | 28        | Junkers Ju 88A-17 | Orange-Caritat     | 44.141667 4.8625   |
| III./Kampfgeschwader 77              | 37        | 25        | Junkers Ju 88A-17 | Orange-Caritat     | 44.141667 4.8625   |
| Stab/Kampfgeschwader 100             | 1         | 4         | Dornier Do 217E-5 | Toulouse           | 43.629075 1.363819 |
| III./Kampfgeschwader 100             | 37        | 31        | Dornier Do 217K-3 | Toulouse-Francazal | 43.541944 1.365278 |
| 4. und 6./Kampfgeschwader 76         | 24        | 30        | Junkers Ju 88A-4  | Istres             | 43.524444 4.941667 |
| 1./Fernaufklärungsgruppe 33          | 12        | 7         | Junker Ju 188F-1  | Saint-Martin       | 43.633333 4.8      |
| Flugbereitschaft/2. Flieger-Division | ?         | ?         | ?                 | Nîmes-Courbessac   | 43.852778 4.413889 |
| Transportstaffel/2. Flieger-Division | ?         | ?         | ?                 | Nîmes-Courbessac   | 43.852778 4.413889 |
| Insgesamt                            | 223+      | 202+      |                   |                    |                    |

Anmerkungen
1. ↑  Bedeutung der Abkürzungen, siehe Organisation der Geschwader
2. ↑  Sollstärke nach Kriegsausrüstungsnachweis
3. ↑  Iststärke (die tatsächlich in der Einheit vorhandenen Flugzeuge)